# Waverly (Alabama)
Waverly é uma cidade  localizada no estado americano de Alabama, no Condado de Chambers e Condado de Lee.

## Demografia
Segundo o censo americano de 2000, a sua população era de 184 habitantes.
Em 2006, foi estimada uma população de 180, um decréscimo de 4 (-2.2%).

## Geografia
De acordo com o United States Census Bureau, a localidade tem uma área de 7,1 km², sem área coberta por água. Waverly localiza-se a aproximadamente 203 m acima do nível do mar.

## Localidades na vizinhança
O diagrama seguinte representa as localidades num raio de 24 km ao redor de Waverly.